# Nakajima G8N
Nakajima G8N «Renzan» (яп. 連山 — «Рензан» («Гірська гряда»)) — важкий бомбардувальник Імперського флоту Японії періоду Другої світової війни.
Кодова назва союзників — «Ріта» (англ. Rita).

## Історія створення
Наприкінці 1930-х років командування ВПС Імперського флоту Японії прийшло до висновку, що флоту потрібен важкий чотиримоторний бомбардувальник, здатний вирішувати стратегічні завдання. Перша спроба розробити такий літак, Nakajima G5N, виявилась невдалою. Флот повернувся до концепції двомоторних бомбардувальників. У 1941 та 1942 роках були сформульовані технічні завдання «16-Сі» та «17-Сі», відповідно до яких фірми Mitsubishi та Kawanishi створили проєкти літаків Mitsubishi G7M та Kawanishi G9K відповідно. Планувалось, що вони розвиватимуть швидкість до 580 км/г і матимуть дальність польоту до 7400 км. Але після розрахунків стало зрозуміло, що двомоторний літак не здатен задовольнити вимоги замовника. Тому у лютому 1943 року було сформульоване нове технічне завдання «18-Сі» на розробку чотиримоторного бомбардувальника далекої дії, яке було передане фірмі Nakajima.
Остаточно технічне завдання було сформульоване 14 вересня 1943 року. Відповідно до вимог, літак мав мати максимальну швидкість 590 км/г, дальність польоту 3 700 км з повним бомбовим навантаженням в 4 000 кг і 7 400 км без бомб, набрати висоту 8 000 м за 20 хв. Також літак мав мати потужне захисне озброєння, здатне вести круговий обстріл.
Літак отримав назву «Експериментальний бомбардувальник морський „Рензан“ („Гірська гряда“)» (або ''G8N1'). Для виконання цього завдання фірма вибрала схему середньоплану. Літак був оснащений двигунами Nakajima NK9K-L Homare 24 з турбокомпресором Hitachi 92, потужністю 2 000 к.с. кожен. Літак мав солідне захисне озброєння — шість 20-мм гармат «Тип 99» (у підфюзеляжній та надфюзеляжній баштах і у хвостовій вогневій точці), а також чотири 13-мм кулемети «Тип 2» (два спарені у носовій частині, і по одному з боків фюзеляжу). Конструкція літака була спрощена для здешевлення серійного виробництва. Планувалось у разі успіху замовити 48 літаків, в тому числі 16 дослідних та передсерійних машин.

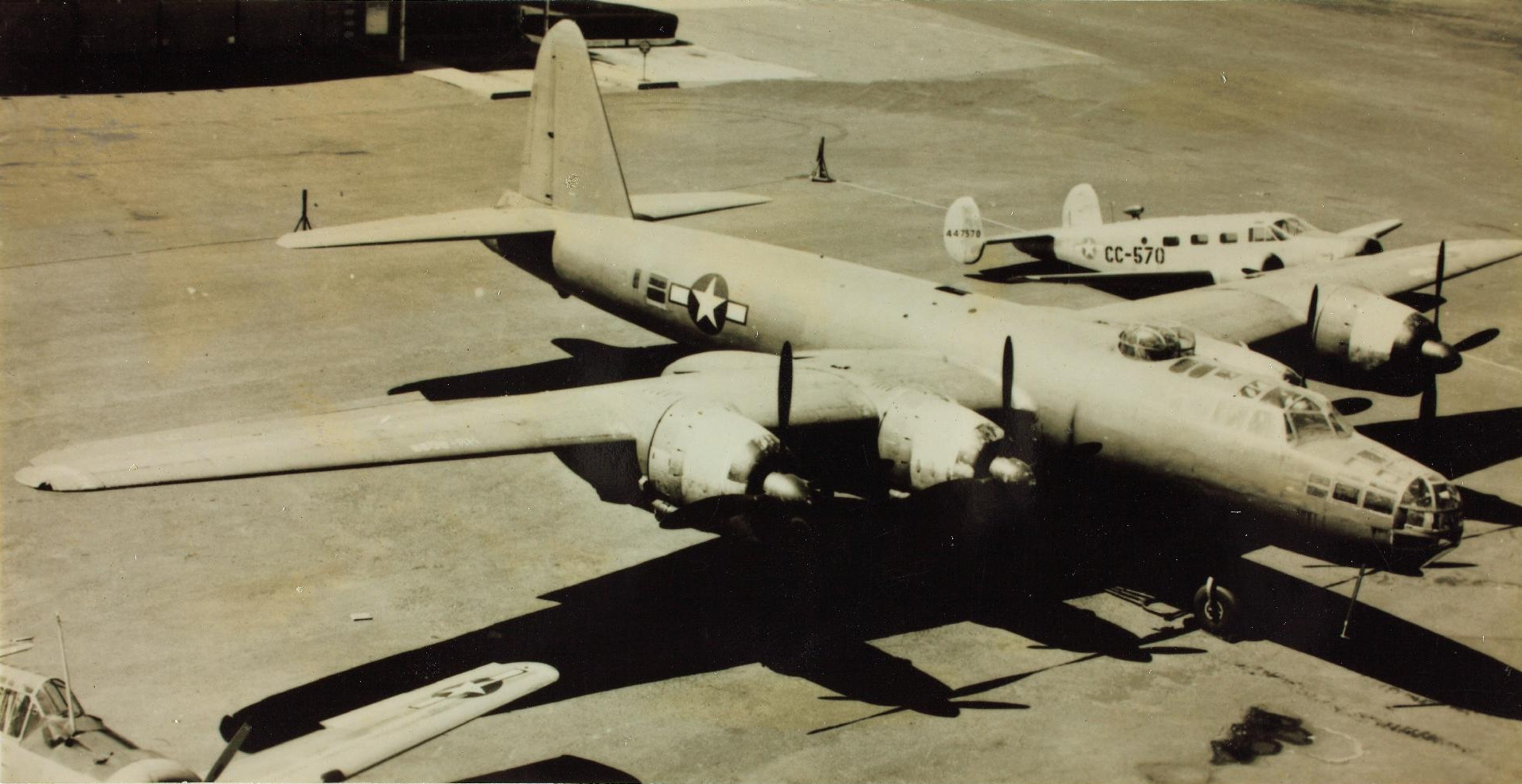
Доправлений в США G8N. На задньому фоні: Beechcraft Model 18, в кутку T-6 Texan

Перший літак був готовий у жовтні 1944 року. Ще 3 дослідні взірці були випущені у жовтні 1944 року та у березні і червні 1945 року. Випробування йшли досить успішно, хоча й переривались нальотами авіації союзників (так, третій прототип був зруйнований під час одного з нальотів). Але перехід до оборонної доктрини та погіршення стратегічного становища Японії, а також дефіцит легких сплавів, змусили флот відмовитись від серійного виробництва G8N.
Незадовго до припинення робіт розглядались варіанти G8N1, пристосований для використання як носій пілотованих бомб MXY7 «Ока», G8N2 оснащений двигунами Mitsubishi MK9A потужністю 2200 к.с., та G8N3, в якому планувалось замінити легкі сплави сталлю, але всі вони реалізовані не були.
Після війни четвертий прототип G8N був переправлений у США, де були проведені його випробування. Результати цих випробувань здивували американців — характеристики G8N були вищі, ніж у B-17 та B-24, і лише трохи поступались B-29.
Уже після закінчення бойових дій американці присвоїли літаку кодову назву «Ріта» (англ. Rita).

## Тактико-технічні характеристики

### Технічні характеристики
- Екіпаж: 10 чоловік
- Довжина: 22,94 м
- Розмах крила: 32,54 м
- Площа крила: 112,00 м²
- Маса порожнього: 17 400 кг
- Маса спорядженого: 26 800 кг
- Максимальна маса зльоту: 32 150 кг
- Навантаження на крило: 239.3 кг/м²
- Двигуни: 4 x 18-циліндрові двигуни Nakajima NK9K-L Homare 24
- Потужність: 2 000 к. с. кожен
- Питома потужність: 3.4 кг/к.с.

### Льотні характеристики
- Максимальна швидкість: 576 км/г на висоті 8000 м.
- Крейсерська швидкість: 360 км/г
- Практична дальність: 3 950 км
- Максимальна дальність: 7 250 км
- Практична стеля: 10 200 м
- Швидкість підйому: на 8000 м — 17 хв. 34 с.

### Озброєння
- Гарматне: 6 × 20-мм гармати «Тип 99»
- Кулеметне: 4 × 13,0-мм кулемети «Тип 2»
- Бомбове навантаження: до 4000 кг бомб

## Модифікації
- G8N1: 4-моторний серійний літак
- G8N2: модифікація для доставки ракет-камікадзе Yokosuka MXY7 Ohka (проєкт)
- G8N2: суцільнометалева модифікація (проєкт)